# Herb Mohylewa
Herb Mohylewa – jeden z symboli Mohylewa nadany miastu przez króla Polski i wielkiego księcia litewskiego Jana II Kazimierza 9 czerwca 1661 i przywrócony dekretem prezydenta Białorusi Alaksandra Łukaszenki z dnia 3 stycznia 2005.

## Opis herbu
Na tarczy barokowej w niebieskim polu trzy srebrne wieże. Pośrodku otwartej bramy znajduje się srebrny rycerz w zbroi z mieczem uniesionym nad głową. Na środkowej wieży na czerwonym polu znajduje się srebrny jeździec z mieczem i tarczą zwrócony w prawo (Pogoń). Dolny róg tarczy, oddzielony wieżą, jest zielony.

## Znaczenie
Barwa niebieska jest symbolem nieba, patronki Białorusi Najświętszej Maryi Panny oraz wielkości, piękna, przejrzystości i nauki. Barwa ta użyta była również w poprzednim herbie miasta. Barwa zielona symbolizuje życie, odnowę, nadzieje, dobrobyt, honor i zaufanie.
Trzy wieże są symbolem Trójcy Świętej oraz nawiązują do trzech wzgórz, na których powstało miasto. Otwarta brama ze stojącym w niej rycerzem symbolizują gościnność Mohylewa, ale i gotowość do ochrony przed wrogiem.
Pogoń w momencie nadania herbu była herbem Wielkiego Księstwa Litewskiego, do którego ówcześnie należał Mohylew. We współczesnej interpretacji podkreśla ona dawne pochodzenie herbu i położenie geograficzne miasta. Pogoń interpretowana jest również jako symbol Mohylewa jako wschodniej bramy państwa.
Współcześnie podkreślane jest także ułożenie barw czerwonej, srebrnej (białej) i zielonej, które ma nawiązywać do ułożenia tych barw na fladze Białorusi.

## Historia
Pierwszy herb Mohylewowi nadał król Polski i wielki książę litewski Stefan Batory 28 stycznia 1577. Przedstawiał on srebrną wieżę na niebieskim polu.
Po antyrosyjskim powstaniu mohylewskich mieszczan z 1661, podczas IV wojny polsko-rosyjskiej, król Jan II Kazimierz 9 czerwca 1661 nadał miastu nowy herb. Herb ten obowiązuje obecnie.
Po I rozbiorze Polski, gdy Mohylew znalazł się w Imperium Rosyjskim, nadano miastu nowy herb, który jednak się nie przyjął. Herb ten składał się z dwóch pól. W górnym znajdowała się górna połowa herbu rosyjskiego, na znak przyłączenia tych ziem do Cesarstwa. W dolnej części tarczy widniała Pogoń na czerwonym polu.
Brak jest danych czy w czasach sowieckich Mohylew posiadał godło.
W niepodległej Białorusi Miejski Komitet Wykonawczy Mohylewa postanowił przywrócić herb nadany przez Jana II Kazimierza jako najbardziej uzasadniony historycznie i kojarzony przez mohylewian. Oficjalnie herb przywrócił prezydent Białorusi Alaksandr Łukaszenka 3 stycznia 2005. Współczesny herb Mohylewa jest dokładną kopią historycznego herbu z XVII wieku i jest zgodny z zasadami heraldyki.

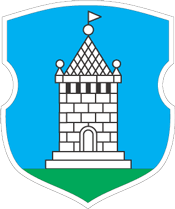
Herb nadany przez Stefana Batorego
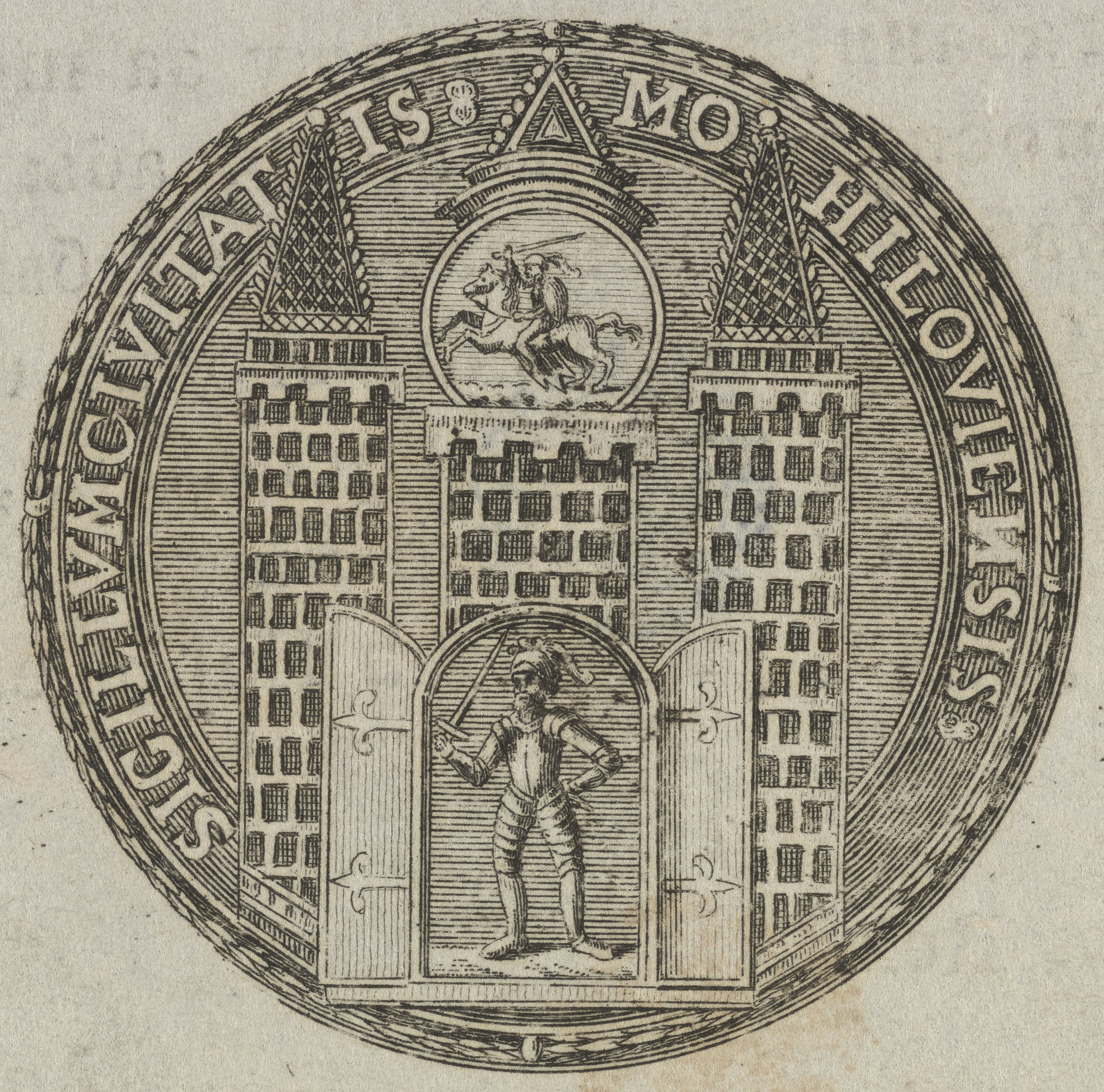
Wizerunek herbu z 1661
Herb z czasów zaboru rosyjskiego